# Nagant
Компания Fabrique d’armes Émile et Léon Nagant, позже известная как L. Nagant & Cie, Liège была основана в 1859 в Льеже, Бельгии, и занималась производством огнестрельного оружия. Позже эта компания начала производство автомобилей.

## История
Компания была основана братьями Эмилем (1830—1902) и Леоном (1833—1900) Наганами. Компания известна в первую очередь серией своих револьверов (M1878, принятый на вооружение бельгийской армией, и его упрощённая версия - M1883), а также разработанный Леоном Наганом и принятый на вооружение Русской Императорской Армией револьвер Nagant M1895. Последней моделью компании стал револьвер Nagant M1910, разработанный сыновьями Леона - Шарлем и Морисом. 
Винтовка Мосина к братьям Наганам никакого отношения не имеет и ни один из братьев конструкцию винтовки не дорабатывал.
После 1895 года прогрессирующая слепота Эмиля привела к его уходу из фирмы, которая была переименована в L. Nagant & Cie, Liège.

## Производство автомобилей
В дальнейшем Шарль и Морис Наганы также перешли к производству автомобилей. Фирма Nagant выпускала автомобили по лицензии французской фирмы Rochet-Schneider. Автомобили Нагана производились с 1900 по 1928 год. Компания была куплена фирмой Impéria в 1931 году.